# 烏貓行進曲
《烏貓行進曲》，發行於1929年，是目前所知台灣最早的本土台語流行音樂歌曲
。

## 簡介
《烏貓行進曲》由改良鷹標唱片於1929年發表，並錄製唱片販售。歌手為台北藝旦秋蟾，作曲作詞者不詳，飛鷹管弦樂團伴奏，編號Eagle. 19005. 。
烏貓在台語意指時髦女性，該曲描述台灣新時代女性的所思所想。

## 歷史
早期臺灣唱片的內容為民謠、南北管曲、歌仔戲調、山歌等傳統民間歌曲。
1926年，日本蓄音器商會株式會社開始研究台灣唱片市場，大量進口上海的京劇、並發行台灣本土音樂。1929年，古倫美亞唱片與日蓄唱片合併，旗下台灣分公司飛鷹唱片即被前者改名為改良鷹標唱片，英文名由「NIPPONOPHONE」改為「EAGLE」。 
台灣第一首流行曲《烏貓行進曲》就由改良鷹標唱片在1929年出版。另外，秋蟾也唱有廈門調民謠《雪梅思君》，並翻唱黎錦暉的作品《可憐的秋香》，這也是台灣唱片首次翻唱中國流行歌。
可是《烏貓行進曲》因歌詞艱深、歌曲不佳，未獲市場肯定，導致後人一般以為1932年默片《桃花泣血記》的宣傳主題曲才是第一首台灣流行歌曲。直到從事本土歌謠史研究、唱片收藏的作詞家李坤城找到一張唱片清單，認為1929年的〈台灣曲盤第一回發賣新片目錄〉，爾後，留聲機協會會員徐登芳醫師找到這張唱片，才確認《烏貓行進曲》的里程碑意義。
2011年4月，唱片收藏家徐登芳醫師在「台灣歌謠數位典藏:紀露霞與洪一峰的流行時代」工作坊暨99年度國科會國家型研究「寶島歌王洪一峰虛擬音樂博物館」計畫成果展播放此曲作為紀念。